# 45 Years
45 Years ist ein britisches Drama des Regisseurs Andrew Haigh aus dem Jahr 2015, basierend auf der Kurzgeschichte In Another Country von David Constantine. In den Hauptrollen spielen Charlotte Rampling und Tom Courtenay, die für ihre schauspielerischen Leistungen jeweils mit dem Silbernen Bären ausgezeichnet wurden.
Der Film feierte am 6. Februar 2015 im Wettbewerb der 65. Berlinale seine Weltpremiere. In Großbritannien kam er am 28. August 2015 in die Kinos. Der deutsche Kinostart war am 10. September 2015.

## Handlung
Kate und Geoff Mercer sind ein kinderloses Ehepaar, das in ihrem Haus im ländlichen Norfolk einen komfortablen und ruhigen Ruhestand verbringt. Sie stehen kurz vor ihrem 45. Hochzeitstag, der am folgenden Samstag im großen Rahmen in Norwich gefeiert werden soll. Inmitten der Vorbereitungen erfährt Geoff durch einen Brief, dass der Leichnam seiner alten Liebe Katya, der im Gletschereis der Schweizer Alpen die Zeit überdauert hatte, nach mehr als 50 Jahren gefunden wurde. Die Deutsche war 1962 auf einer gemeinsamen Bergtour tödlich verunglückt, erst Jahre später hatten sich Kate und Geoff kennengelernt.
Geoff wird von der Nachricht in die Vergangenheit zurückversetzt und spielt mit dem Gedanken, in die Schweiz zu reisen, um Katyas Leichnam zu sehen. Kate möchte zunächst mehr über Katya erfahren, ist aber bald vom Verhalten ihres Mannes konsterniert: Um sich alten Fotos und Reiseberichten hinzugeben, stiehlt er sich nachts auf den Dachboden und verlässt in aller Frühe das Haus, um in die Stadt zu fahren. Kate kann der Versuchung nicht widerstehen, Geoffs alte Kisten auf dem Dachboden zu durchstöbern. Sie entdeckt dabei, dass Katya schwanger war, als sie abstürzte. Kate fühlt sich verunsichert, ob ihr Mann sie liebt, und spürt, dass dessen Liebe zu Katya wie ein Schatten über ihrer Ehe hing und offenbar auch viele Entscheidungen im Eheleben beeinflusste. Beim Einschlafen fragt sie Geoff, ob er und Katya damals geheiratet hätten, wenn diese nicht verunglückt wäre, was er auf ihr Drängen hin bejaht.
Die Tage bis zur großen Party vergehen, und Kates einziger Wunsch ist, dass die Gäste ihnen ihre inneren Unsicherheiten nicht anmerken mögen. Das Fest scheint gelungen, Kate und Geoff unterhalten sich angeregt mit den Gästen, die ihnen zu Ehren gekommen sind. Schließlich hält Geoff eine ergreifende Rede über seine Liebe zu Kate, bis er seine Worte unter Tränen beendet – ganz wie es Kates Freundinnen vorhergesagt hatten, weil es diese Momente seien, in denen die Männer begreifen würden, was wirklich wichtig ist. Nach dem anschließenden Tanz ist Kate ihre innere Zerrissenheit jedoch deutlich anzumerken. Als das Lied endet, reißt sie sich von Geoffs Hand los.

## Hintergrund

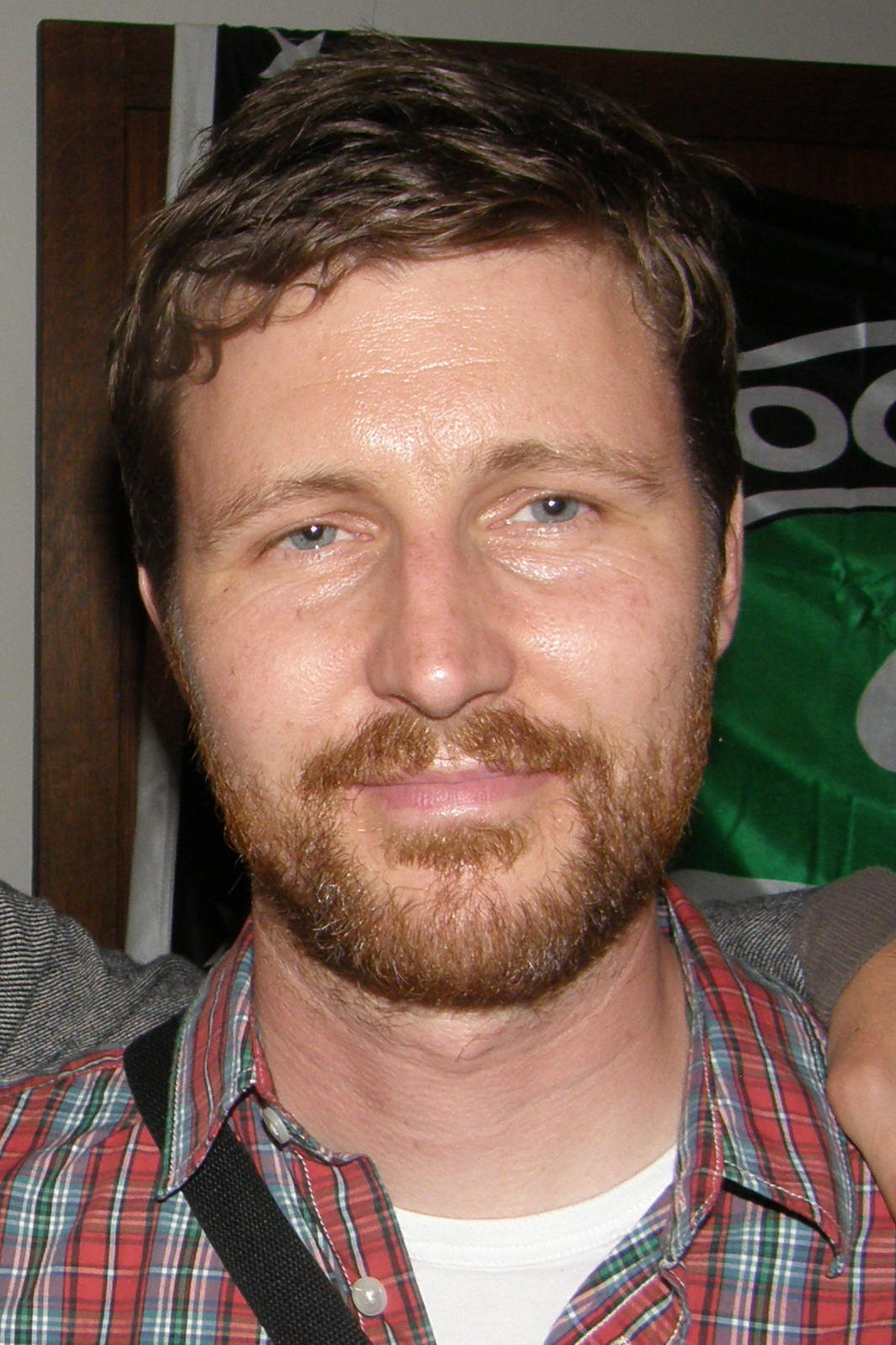
Andrew Haigh (2011)

45 Years ist der zweite Spielfilm des britischen Regisseurs Andrew Haigh, und wie bereits in seinem Debütfilm Weekend (2011) steht die Beziehung zweier Menschen zueinander im Mittelpunkt. Die Grundlage bildete eine Kurzgeschichte des Germanisten David Constantine, wobei Haigh bei seiner Adaption des Stoffes das Alter der Protagonisten um mehr als ein Jahrzehnt senkte. In Constantines Geschichte kam es zu der Liebesbeziehung zwischen dem Ehemann und der deutschen Frau im Rahmen des Zweiten Weltkriegs, aber Haigh wollte seinen Film vor allem gegenwartsbezogen erzählen. Daher erfand er die Bergtour, außerdem ergänzte er das Hochzeitsfest, was in Constantines Geschichte nicht vorkommt. Als erstes Besetzungsmitglied wurde Charlotte Rampling verpflichtet, da Haigh ihren Charakter als Zentrum der Geschichte sah.
Bei der visuellen Umsetzung der Geschichte arbeitete Haigh nach eigenen Angaben mit langen Einstellungen ohne Schnitte, möglichst natürlichem Licht sowie mit langsamen, unauffällig gestalteten Zooms. Mit diesen bewusst zurückhaltenden filmischen Mitteln sollte eine Intimität und Authentizität geschaffen werden: „Wir wollten, dass die Kamera objektiv bleibt, dass sie zusieht und beobachtet, aber sich gleichzeitig nah anfühlt, dass sie in diese Intimität hineinwächst, die wir im Verlauf des Films mehr und mehr erleben.“ Ihm sei es wichtig gewesen, zwischen den Hauptfiguren viel mit den Gesten und Blicken zu arbeiten sowie außerdem kleine Details und scheinbar unwichtige Momente zu zeigen, die viel über die Beziehung der Charaktere aussagen können. Auch sollte „nicht alles erklärt und ausgeführt“ werden – so ist die Beziehung der beiden Hauptcharaktere filmisch recht objektiv inszeniert, wodurch der Zuschauer sich eigene Meinungen bilden und seine Vorstellungskraft anregen lassen kann. Auch das Filmende sei recht offen gehalten, damit das Publikum stärker persönlichen Anteil nehmen kann: „Ich wollte, dass sich die Zuschauer fragen, was sie selbst in so einer Situation tun würden.“

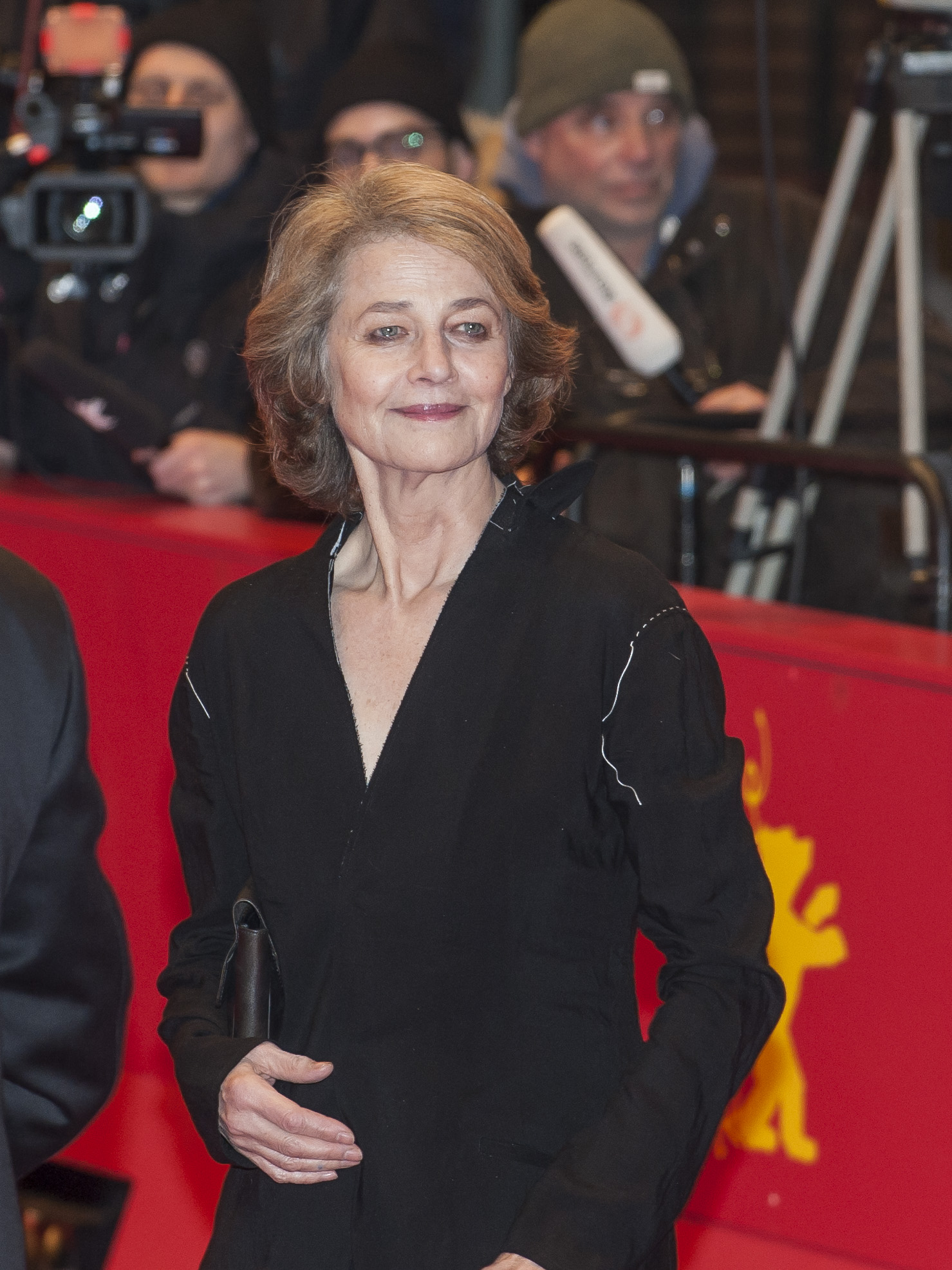
Charlotte Rampling auf der Premiere bei der Berlinale 2015

Laut Haigh ist der Soundtrack des Filmes wichtig für dessen Verständnis, zumal er jegliche weitere Filmmusik verzichtete. Die Lieder aus dem Soundtrack kommen vor allem aus den 1960er-Jahren, der Jugendzeit des Ehepaares. Happy Together von The Turtles, Higher and Higher von Jackie Wilson, Go Now von The Moody Blues und Young Girl von Gary Puckett & the Union Gap liefern einen Subtext zu der Handlung des Filmes. Zuletzt wird bei dem Tanz das Lied Smoke Gets in Your Eyes von den Platters gespielt, das Kate und Geoff als „ihr“ Lied beschreiben, zudem sie bereits auf der Hochzeit dazu getanzt hätten – obwohl Smoke Gets in Your Eyes häufig als Liebeslied missverstanden wird, handelt es in Wirklichkeit über eine verlorene Liebe und trifft damit inhaltlich den Kern des Filmes.

## Deutsche Fassung
Die deutsche Synchronfassung entstand bei der Christa Kistner Synchronproduktion GmbH in Potsdam. Für Dialogbuch und Dialogregie zeichnete Elke Weber-Moore verantwortlich.
Die Hörfilmfassung mit Ulrike Hübschmann als Sprecherin wurde mit dem Deutschen Hörfilmpreis 2016 in der Kategorie Kinofilm ausgezeichnet.
| Rolle                      | Darsteller         | Deutsche Synchronstimme  |
| -------------------------- | ------------------ | ------------------------ |
| Kate Mercer                | Charlotte Rampling | Krista Posch             |
| Geoff Mercer               | Tom Courtenay      | Erich Ludwig             |
| Lena                       | Geraldine James    | Kerstin Sanders-Dornseif |
| George, Lenas Mann         | David Sibley       | Reinhard Kuhnert         |
| Sally, Lenas Tochter       | Dolly Wells        | Marion Musiol            |
| Mr. Watkins, Saalbetreiber | Richard Cunningham | Frank-Otto Schenk        |
| Chris der Postbote         | Sam Alexander      | Hendrik Martz            |
| Reisebüroangestellte       | Hannah Chalmers    | Damineh Hojat.           |

## Rezeption

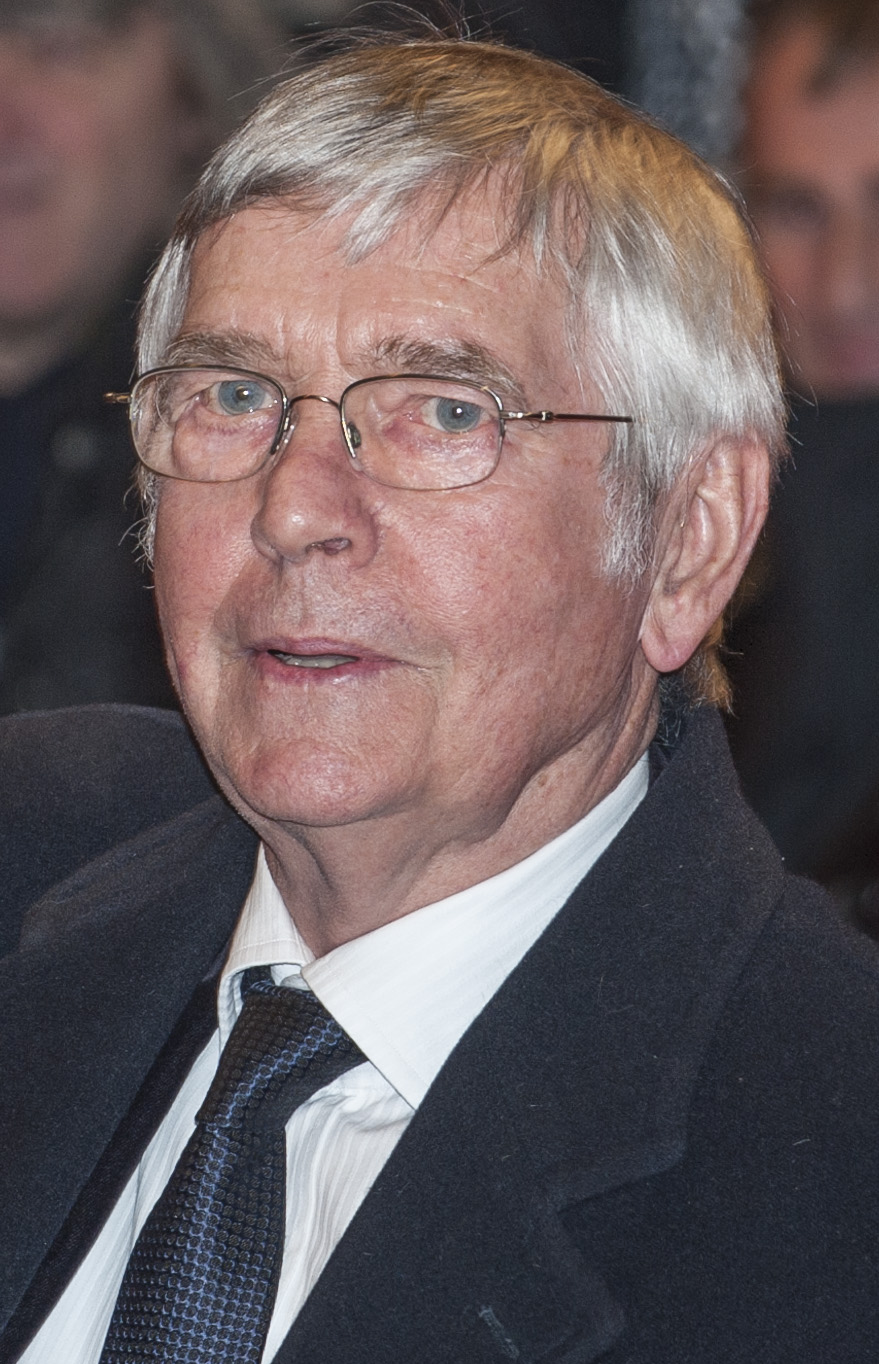
Tom Courtenay bei der Premiere auf der Berlinale 2015

Bei dem Kritikerportal Rotten Tomatoes fallen von 209 ausgewerteten Kritikerstimmen insgesamt 97 % grundsätzlich positiv aus, die Durchschnittswertung beträgt 8,6 von 10 Punkten (Stand: März 2020). Der Kritikerkonsens lautet, dass der Film „reichen und nachdenklich machenden Lohn für Freunde des Erwachsenenkinos“ und eine „faszinierende Schauspieldemonstration“ der beiden Hauptdarsteller biete. Bei Metacritic erhielt der Film 94 von 100 Punkten, was ein beinahe einhelliges Kritikerlob andeutet.
Laut RBB zeigte sich ein Großteil der Zuschauer bei der Berlinale-Premiere insbesondere „schwer begeistert von Ramplings Schauspielkunst“. Holger Hettinger von Deutschlandradio Kultur interviewte Charlotte Rampling zu ihrer Darstellung der Kate; ihr „bis zum Äußersten reduziertes Spiel“ bedeute eine „Sternstunde“ ihrer Karriere, so Hettinger. Wie Rampling in dem Gespräch mitteilte, war für sie die größte Herausforderung, „alles auszudrücken, ohne viel zu sagen“.
Auch Fabian Wallmeier zeigte sich in seiner Rezension für den RBB beeindruckt von einer „umwerfenden Charlotte Rampling in der Hauptrolle“. Charlotte Rampling verkörpert diese Kate mit „umwerfender Genauigkeit, zeigt mit perfekt gesetzten Gesten und kleinsten mimischen Regungen Kates Stolz und ihre Angst vor dem emotionalen Abgrund, der sich plötzlich auftut“. Alles in allem, so Wallmeier, sei 45 Years ein „ruhiger, kluger, genau beobachtender, berührender und niemals kitschiger Film über die Liebe und die Zumutungen, die sie mit sich bringen kann“.
Vor dem Hintergrund der Verleihung der Silbernen Bären an Rampling und Courtenay für die beste Darstellung in der Wettbewerbs-Sektion der 65. Berlinale würdigt Wenke Husmann auf Zeit Online die „grandiose Leistung“ der beiden Hauptdarsteller, die es vermögen, „dieses dramatische Kammerspiel ohne jede Melodramatik“ vorzuführen und bezeichnet 45 Years als „Perle klassischer Filmkunst“.

## Auszeichnungen (Auswahl)
- Internationale Filmfestspiele Berlin 2015: Silberne Bären für Charlotte Rampling und Tom Courtenay (Beste Darsteller)
- Edinburgh International Film Festival 2015: Michael Powell Award (Bester britischer Spielfilm) und Darstellerpreis für Charlotte Rampling
- Dinard British Film Festival 2015: Coup de cœur
- Semana Internacional de Cine de Valladolid 2015: Beste Darstellerin (Charlotte Rampling)
- Europäischer Filmpreis 2015: Beste Darstellerin – Charlotte Rampling
- Oscarverleihung 2016: Nominiert als Beste Hauptdarstellerin (Charlotte Rampling)